# Аспартатамінотрансфераза

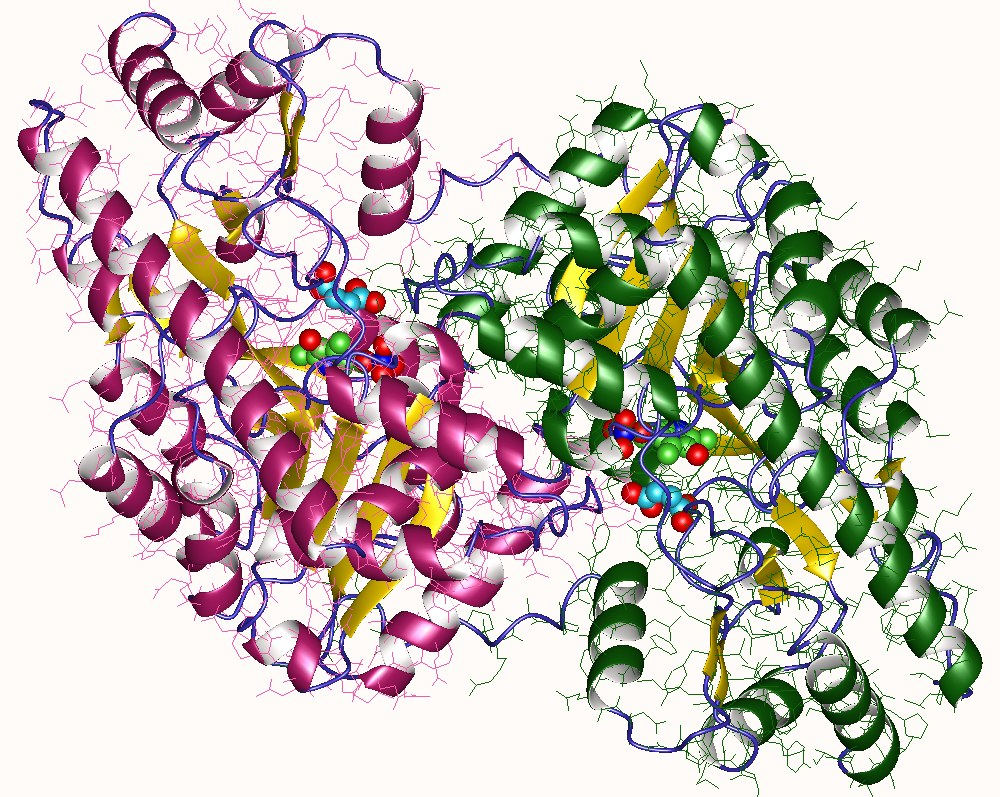
Стереозображення аспартатамінотрансферази, отриманої з клітин курчати

Аспартатамінотрансфера́за (АСТ, АсАТ; також глутамат оксалоацетат трансаміназа) — ендогенний фермент із групи трансфераз, підгрупи амінотрансфераз (трансаміназ), широко використовуваний у медичній практиці для лабораторної діагностики уражень міокарда (серцевого м'яза) і печінки.
Синтезується внутрішньоклітинно, і в нормі лише невелика частина цього ферменту потрапляє в кров. При пошкодженні міокарда (наприклад, при інфаркті міокарда), печінки (при гепатитах, цирозі печінки) в результаті цитолізу (руйнування клітин) цей фермент потрапляє в кров, що виявляють лабораторними методами: 
- колориметричний — у ммоль/л/год;
- кінетичний[1] у автоматичних та напівавтоматичних аналізаторах — в одиницях активності U/l, МО/л.

Підвищення активності АСТ, що перевищує за рівнем підвищення активності АЛТ, характерно для ураження серцевого м'яза, а якщо показник активності АЛТ вище, ніж АСТ, то це, як правило, свідчить про цитоліз.
У людини АСТ кодується 2 генами: GOT1 і GOT2.